# Persone di nome Tamás
| Questa pagina contiene informazioni ricavate automaticamente dalle voci biografiche con l'ausilio del template Bio e di un bot. L'aggiornamento è periodico e automatico e ricostruisce completamente la pagina. Se manca una persona in questa lista, sei pregato di non aggiungerla, ma accertati piuttosto che la sua voce biografica contenga il template Bio e che i dati anagrafici siano correttamente compilati. Se il template Bio manca, inseriscilo tu stesso o, in alternativa, metti l'avviso {{tmp\|Bio}} che ne segnala la mancanza. Se i dati riportati sono sbagliati, correggi direttamente la voce biografica; le modifiche saranno visibili in questa lista entro pochi giorni. Per chiarimenti vedi il progetto antroponimi. La lista contiene solo le 66 persone che sono citate nell'enciclopedia e per le quali è stato implementato correttamente il template Bio. Pagina aggiornata al 6 ago 2025. |

Questa è una lista di persone presenti nell'enciclopedia che hanno il nome Tamás, suddivise per attività principale.

## Allenatori di calcio(3)
- Tamás Bódog, allenatore di calcio e ex calciatore ungherese (Dunaújváros, n. 1970)
- Tamás Krivitz, allenatore di calcio e ex calciatore ungherese (Pécs, n. 1946)
- Tamás Sándor, allenatore di calcio e ex calciatore ungherese (Debrecen, n. 1974)

## Arbitri di calcio(1)
- Tamás Bognár, arbitro di calcio ungherese (Sárvár, n. 1978)

## Astronomi(1)
- Tamás Szalai, astronomo ungherese (Sopron, n. 1985)

## Avvocati(1)
- Tamás Sulyok, avvocato, politico e docente ungherese (Kiskunfélegyháza, n. 1956)

## Batteristi(1)
- Tommy Ramone, batterista, produttore discografico e cantautore ungherese (Budapest, n. 1952 - New York, † 2014)

## Calciatori(21)
- Tamás Cseri, calciatore ungherese (Győr, n. 1988)
- Tamás Egerszegi, ex calciatore ungherese (Dunakeszi, n. 1991)
- Tamás Geri, ex calciatore ungherese (Budapest, n. 1982)
- Tamás Gruborovics, ex calciatore ungherese (Seghedino, n. 1984)
- Tamás Hajnal, ex calciatore ungherese (Esztergom, n. 1981)
- Tamás Juhár, ex calciatore ungherese (Sátoraljaújhely, n. 1972)
- Tamás Kádár, calciatore ungherese (Veszprém, n. 1990)
- Tamás Kertész, calciatore ungherese (Budapest, n. 1929 - Debrecen, † 1989)
- Tamás Kiss, calciatore ungherese (Győr, n. 2000)
- Tamás Koltai, ex calciatore ungherese (Győr, n. 1987)
- Tamás Kulcsár, calciatore ungherese (Debrecen, n. 1982)
- Tamás Nikitscher, calciatore ungherese (Zalaegerszeg, n. 1999)
- Tamás Petres, ex calciatore ungherese (Székesfehérvár, n. 1968)
- Tamás Priskin, ex calciatore slovacco (Komárno, n. 1986)
- Tamás Rubus, calciatore ungherese (Békéscsaba, n. 1989)
- Tamás Szamosi, ex calciatore ungherese (Budapest, n. 1974)
- Tamás Szekeres, ex calciatore ungherese (Budapest, n. 1972)
- Tamás Szeles, calciatore ungherese (Salgótarján, n. 1993)
- Tamás Szántó, ex calciatore ungherese (Sopron, n. 1996)
- Tamás Takács, calciatore ungherese (Subotica, n. 1991)
- Tamás Vaskó, ex calciatore ungherese (Budapest, n. 1984)

## Canoisti(5)
- Tamás Buday, ex canoista ungherese (Budapest, n. 1952)
- Tamás Kiss, canoista ungherese (Ajka, n. 1987)
- Tamás Somorácz, canoista ungherese (Szekszárd, n. 1992)
- Tamás Szalai, canoista ungherese (Budapest, n. 1988)
- Tamás Wichmann, canoista ungherese (Budapest, n. 1948 - Budapest, † 2020)

## Cantautori(1)
- Tamás Cseh, cantautore e attore ungherese (Budapest, n. 1943 - Budapest, † 2009)

## Cardinali(1)
- Tamás Bakócz, cardinale e arcivescovo cattolico ungherese (Erdőd, n. 1442 - Esztergom, † 1521)

## Cestisti(3)
- Tamás Bencze, ex cestista ungherese (Letenye, n. 1968)
- Tamás Kámán, ex cestista ungherese (Zalaegerszeg, n. 1979)
- Tamás Pálffy, ex cestista ungherese (Várpalota, n. 1948)

## Direttori della fotografia(1)
- Tamás Keményffy, direttore della fotografia ungherese (Budapest, n. 1908 - San Diego, † 2004)

## Fisici(1)
- Tamás Vicsek, fisico ungherese (Budapest, n. 1948)

## Generali(1)
- Tamás Erdődy, generale e nobile croato (n. 1558 - † 1624)

## Giocatori di calcio a 5(1)
- Tamás Lódi, giocatore di calcio a 5 e allenatore di calcio a 5 ungherese (n. 1982)

## Lottatori(2)
- Tamás Lévai, lottatore ungherese (n. 1999)
- Tamás Lőrincz, ex lottatore ungherese (Cegléd, n. 1986)

## Lunghisti(1)
- Tamás Margl, ex lunghista e bobbista ungherese (Budapest, n. 1976)

## Militari(1)
- Tamás Nádasdy, militare ungherese (Buda, n. 1498 - Egervár, † 1562)

## Nuotatori(3)
- Tamás Darnyi, ex nuotatore ungherese (Budapest, n. 1967)
- Tamás Deutsch, ex nuotatore ungherese (Budapest, n. 1969)
- Tamás Kenderesi, nuotatore ungherese (Bonyhád, n. 1996)

## Pallanuotisti(5)
- Tamás Faragó, ex pallanuotista ungherese (Budapest, n. 1952)
- Tamás Mezei, pallanuotista ungherese (Budapest, n. 1990)
- Tamás Molnár, ex pallanuotista ungherese (Seghedino, n. 1975)
- Tamás Märcz, ex pallanuotista e allenatore di pallanuoto ungherese (Budapest, n. 1974)
- Tamás Varga, pallanuotista ungherese (Szolnok, n. 1975)

## Pallavolisti(1)
- Tamás Kaszap, pallavolista ungherese (Senta, n. 1991)

## Pianisti(1)
- Tamás Vásáry, pianista e direttore d'orchestra ungherese (Debrecen, n. 1933)

## Politici(2)
- Tamás Deutsch, politico ungherese (Budapest, n. 1966)
- Tom Lantos, politico ungherese (Budapest, n. 1928 - Bethesda, † 2008)

## Schermidori(4)
- Tamás Decsi, schermidore ungherese (Kazincbarcika, n. 1982)
- Tamás Gábor, schermidore ungherese (Budapest, n. 1932 - Budapest, † 2007)
- Tamás Kovács, ex schermidore ungherese (Budapest, n. 1943)
- Tamás Mendelényi, schermidore ungherese (Budapest, n. 1936 - Várgesztes, † 1999)

## Triatleti(1)
- Tamás Tóth, triatleta ungherese (Budapest, n. 1989)

## Vescovi cattolici(1)
- Tamás Szabó, vescovo cattolico ungherese (Zirc, n. 1956)

## Senza attività specificata(2)
- Tamás Kancsal, ex pentatleta ungherese (Budapest, n. 1951)
- Tamás Szombathelyi, ex pentatleta ungherese (Budapest, n. 1953)